# Партнёры по здоровью
«Партнёры во имя здоровья» (англ. «Partners In Health») — благотворительная организация из Бостона, штат Массачусетс, США. Некоммерческая больница организации предоставляет здравоохранение бедным.

## История организации
Основанная в 1987 году доктором Полом Фармером, Офелией Даль (Ophelia Dahl), Томасом Уайтом (Thomas J. White), Тоддом Маккормаком (Todd McCormack) и доктором Джимом Кимом, организация «Партнёры во имя здоровья» стремится предоставить здравоохранение бедным с помощью местных организаций. Большое количество их работы было сделано в Гаити, Перу, России, и Руанде, особенно в области лечения туберкулёза и СПИДа (HIV/AIDS). «Партнёры по здоровью» также работают в Лесото и Малави; клиники и больницы организации открыты в штате Чьяпас (Мексика) и Гватемале. Доктор Джоя С. Мухерджи (Joia S. Mukherjee) медицинский директор организации.

## Российская клиника организации «Партнёры во имя здоровья»
Больница организации «Партнёры во имя здоровья» находится в Томской области, в Сибири. С 1998 года «Партнёры по здоровью» и Министерство здравоохранения Российской Федерации работают вместе чтобы предоставить здравоохранение жителям области. Томск — один из худших очагов эпидемии лекарственно-резистентного (MDR) туберкулёза. В России восемьдесят четыре случая заболевания туберкулёзом на каждые сто тысяч человек, а в США пять случаев на каждые сто тысяч человек. Инфицированные это обычно рабочие газовой индустрии в северных областях страны. В России эпидемия алкоголизма и большое число людей находится в тюрьмах, что способствует распространению туберкулёза. Больницы в Томске помогают пациентам как с помощью медицинской заботы и лечения, так и с помощью работы с обществом. Представители общества помогают пациентам проходить лечение.